# وارکرافت ۲: آن‌سوی دروازه تاریک
وارکرافت ۲: آن‌سوی دروازه تاریک (به انگلیسی: Warcraft II: Beyond the Dark Portal) یک بسته الحاقی برای بازی ویدئویی در سبک استراتژی هم‌زمان وارکرفت ۲: امواج تاریکی است که توسط بلیزارد انترتینمنت در سال ۱۹۹۶ برای پلت‌فرم‌های مایکروسافت ویندوز، مکینتاش و ام‌اس-داس منتشر شده است.

## خلاصه داستان
داستان "فراسوی دروازه تاریک" پس از رویدادهای "وارکرفت ۲: جزر و مد تاریکی" اتفاق می‌افتد. اورک‌ها که این بار تحت رهبری شمنی به نام نر'ژول قرار دارند، تهاجم جدیدی به آزروت ترتیب داده و قلعه نثرگارد را که از بقایای دروازه محافظت می‌کرد، تصرف می‌کنند. اتحادیه پس از جنگ دوم دچار تفرقه شده و گیلسناس و استرومگارد حمایت خود را پس گرفته‌اند.
ارشم کادگار، قهرمانان آزروت - آلریا ویندرانر، داناث ترولبن، تورالیون و کوردران وایلدهمر - را فرا می‌خواند تا نیروهای اتحادیه را گرد هم آورند. اورک‌ها به عقب رانده می‌شوند و کادگار تصمیم می‌گیرد از دروازه عبور کرده و به سرزمین مادری اورک‌ها حمله کند. اما نر'ژول پیش از عقب‌نشینی موفق می‌شود کتاب طلسم مدیوه را که برای ایجاد دروازه‌های جدید ضروری است، بدزدد.
اتحادیه موضعی در درنور به دست آورده و برای مهر و موم کردن شکاف تلاش می‌کند. کادگار به کتاب طلسم مدیوه و جمجمه گول'دان نیاز دارد. آنها سیترادل شادومون، مقر شورای سایه نر'ژول را ویران می‌کنند. در حالی که ارتش و نیروی دریایی اتحادیه به سختی مقاومت می‌کنند، کادگار با کمک قبیله جمجمه خندان موفق به کسب این اقلام می‌شود.
نر'ژول موفق می‌شود دروازه‌هایی به سمت شبکه پیچان باز کند و از یکی از آنها فرار می‌کند. انرژی‌های خشن شروع به نابودی درنور می‌کنند و آزروت را نیز تهدید می‌کنند. کادگار دروازه را در سمت درنور نابود می‌کند تا از آسیب به آزروت جلوگیری کند، اما نیروهای باقی‌مانده اتحادیه در آن سوی دروازه تاریک در سرزمین در حال مرگ درنور گرفتار می‌شوند. کادگار و جنگجویان آزروت برای نجات خود به یکی از دروازه‌ها وارد می‌شوند، بدون اینکه بدانند به کجا هدایت خواهند شد.
پس از جنگ دوم، اتحادیه وفاداری الف‌ها را از دست می‌دهد که اتحادیه را به دفاع ناکافی از سرزمینشان متهم می‌کنند. همچنین دو پادشاهی انسانی که خواستار نابودی کامل اورک‌های باقی‌مانده به جای اسیر کردن آنها بودند، از اتحادیه جدا می‌شوند. یک قبیله اورک که در نبرد نهایی جنگ دوم شرکت داشت، ناپدید شده است. اگرچه دروازه تاریک نابود شده، اما شکافی در واقعیت بر فراز ویرانه‌های آن باقی می‌ماند.